# Red Bull Racing RB20
De Red Bull Racing RB20 is een Formule 1-auto die gebruikt wordt door het Formule 1-team van Red Bull Racing in het seizoen 2024. De auto werd onthuld in Milton Keynes op 15 februari 2024. De auto is de opvolger van de RB19 en beschikt over een Honda Red Bull Powertrains-motor. De RB20 wordt bestuurd door Max Verstappen en Sergio Pérez, respectievelijk voor hun negende en vierde seizoen bij het team. Op 23 november behaalde Max Verstappen zijn vierde wereldtitel op rij bij de Grand Prix van Las Vegas.

## Resultaten
| Kleur   | Resultaat                       |
| ------- | ------------------------------- |
| Goud    | Winnaar                         |
| Zilver  | Tweede plaats                   |
| Brons   | Derde plaats                    |
| Groen   | Gefinisht (punten behaald)      |
| Blauw   | Gefinisht (geen punten behaald) |
| Blauw   | Niet geklasseerd (NC)           |
| Paars   | Uitgevallen (DNF)               |
| Rood    | Niet gekwalificeerd (DNQ)       |
| Zwart   | Gediskwalificeerd (DSQ)         |
| Wit     | Niet gestart (DNS)              |
| Blanco  | Gewond (INJ)                    |
| Blanco  | Uitgesloten (EX)                |
| Blanco  | Teruggetrokken (WD)             |
| Blanco  | Niet deelgenomen                |
| 1, 2, 3 | Sprint positie (punten behaald) |
| P       | Poleposition                    |
| S       | Snelste ronde                   |

| Jaar | Chassis en banden | Motor          | Coureurs       | 1   | 2   | 3    | 4   | 5   | 6   | 7   | 8   | 9   | 10  | 11  | 12  | 13  | 14  | 15  | 16  | 17  | 18  | 19  | 20  | 21  | 22  | 23  | 24  | Punten | WK-plaats |
| ---- | ----------------- | -------------- | -------------- | --- | --- | ---- | --- | --- | --- | --- | --- | --- | --- | --- | --- | --- | --- | --- | --- | --- | --- | --- | --- | --- | --- | --- | --- | ------ | --------- |
| 2024 | RB20 P            | Honda RBPTH002 |                | BHR | SAR | AUS  | JPN | CHN | MIA | EMI | MON | CAN | SPA | OOS | GBR | HON | BEL | NED | ITA | AZE | SIN | VST | MXS | SAP | LSV | QAT | ABU | 589    | Brons     |
| 2024 | RB20 P            | Honda RBPTH002 | Max Verstappen | 1PS | 1P  | DNFP | 1PS | 1P  | 12P | 1P  | 6   | 1   | 1   | 15P | 2   | 5   | 4   | 2   | 6   | 5   | 2   | 13  | 6   | 41S | 5   | 81  | 6   | 589    | Brons     |
| 2024 | RB20 P            | Honda RBPTH002 | Sergio Pérez   | 2   | 2   | 5    | 2   | 3   | 34  | 8   | DNF | DNF | 8   | 87  | 17  | 7   | 7S  | 6   | 8   | 18† | 10  | 7   | 17  | 811 | 10  | DNF | DNF | 589    | Brons     |

† — Coureur is niet gefinisht in de GP, maar heeft wel 90% van de race-afstand afgelegd, waardoor hij als geklasseerd genoteerd staat.